# Бычковское сельское поселение (Рязанская область)
Бычковское се́льское поселе́ние — муниципальное образование в Сараевском районе Рязанской области Российской Федерации.
Административный центр — село Бычки.

## История
Статус и границы сельского поселения установлены Законом Рязанской области от 7 октября 2004 года № 94-ОЗ «О наделении муниципального образования - Сараевский район статусом муниципального района, об установлении его границ и границ муниципальных образований, входящих в его состав»

## Население
| 2010 | 2012 | 2013 | 2014 | 2015 | 2016 | 2017 |
| ---- | ---- | ---- | ---- | ---- | ---- | ---- |
| 660  | ↘653 | ↘634 | ↘614 | ↘610 | ↘602 | ↘581 |
| 2018 | 2019 | 2020 | 2021 |      |      |      |
| ↘554 | ↘538 | ↘509 | ↗538 |      |      |      |

## Состав сельского поселения
| № | Населённый пункт | Тип населённого пункта       | Население |
| - | ---------------- | ---------------------------- | --------- |
| 1 | Бычки            | село, административный центр | ↘258      |
| 2 | Дмитриевка       | деревня                      | ↘0        |
| 3 | Красный Куст     | деревня                      | 8         |
| 4 | Озерки           | село                         | ↘162      |
| 5 | Старобокино      | село                         | ↘214      |